# Dominique Forlini
Dominique Forlini   (12è districte de París, 14 de setembre de 1924 - Sèvres, 17 d'octubre de 2014) va ser un ciclista francès que fou professional entre 1948 i 1962. Combinà el ciclisme de carretera i el de pista.
En carretera destaquen dues victòries d'etapa del Tour de França de 1954, mentre en pista es proclamà campió d'Europa de madison el 1955, entre d'altres victòries.

## Palmarès
- 1950
  - 1r a la París-Valenciennes
- 1951
  - 1r al Circuit de Vienne
  - Vencedor d'una etapa al Tour del Sud-est
- 1952
  - 1r al Gran Premi de Niça
  - 1r al Tour de Corrèze
  - Vencedor d'una etapa del Gran Premi de Granville
- 1954
  - 1r a Quillan
  - 1r als Sis dies de Brussel·les (amb Georges Senfftleben)
  - 1r als Sis dies de Berlín (amb Émile Carrara)
  - Vencedor de 2 etapes del Tour de França
- 1955
  - Campió d'Europa de Madison (amb Georges Senfftleben)
  - 1r als Sis dies de Frankfurt (amb Georges Senfftleben)
  - 1r al Premi Dupré-Lapize (amb Georges Senfftleben)
- 1956
  - 1r als Sis dies de Copenhaguen (amb Georges Senfftleben)
- 1959
  - 1r al Premi Dupré-Lapize (amb Pierre Brun)
  - 1r al Gran Premi dels Treballadors Socials

### Resultats al Tour de França
- 1949. Abandona (5a etapa)
- 1950. Abandona (18a etapa)
- 1951. Abandona (14a etapa)
- 1954. 32è de la classificació general. Vencedor de 2 etapes
- 1955. Abandona (10a etapa)